# Station Wem
Wem is een spoorwegstation van National Rail in Wem, North Shropshire in Engeland. Het station is eigendom van Network Rail en wordt beheerd door Transport for Wales.